# Вишня (Киевская область)
Вишня (укр. Вишня) — село, входит в Фастовский район Киевской области Украины.
Население по переписи 2001 года составляло 31 человек. Почтовый индекс — 08513. Телефонный код — 4565. Занимает площадь 0,33 км². Код КОАТУУ — 3224985702.

## Местный совет
08513, Київська обл., Фастівський р-н, с.Пришивальня, вул.Леніна,3